# Église évangélique baptiste à Monti
L'église évangélique baptiste à Monti est une église romaine située dans le rione de Monti dans la via Urbana.

## Historique
Cette église est construite de 1873 à 1878 sur les terrains acquis par le pasteur baptiste Thomas Look. Elle est affiliée de nos jours à la communauté coréenne baptiste Nouvelle vie.

## Sources
- (it) Cet article est partiellement ou en totalité issu de l’article de Wikipédia en italien intitulé « Chiesa evangelica battista ai Monti » (voir la liste des auteurs).